# Кандзи, Ито
Ито Кандзи (Ito Kanzi, Ludovikito; 15 января 1918 — 25 апреля 2005, Киото) — японский редактор, эсперантист; опубликовал 43 тома полного собрания сочинений создателя эсперанто Людвика Заменгофа.

## Биография
Ито Кандзи родился 15 января 1918 года; он стал эсперантистом в 1959 году — в год 100-летия со дня рождения создателя эсперанто Людвика Заменгофа. В этом году же году он начал «труд всей своей жизни», которому полностью посвятил более трех десятилетий — подготовку и публикацию полного собрания сочинений Заменгофа.
Издавать полное собрание сочинений Кандзи начал в 1973 году: из-за «колоссального труда», выполненного японским редактором комитет Всемирной эсперанто-ассоциации (UEA) в 1990 году сделал его почётным членом данной ассоциации. В 1991 году Кандзи получил премию FAME (FAME-Stiftung zur Förderung internationaler Verständigungsmittel).
Прежде чем Ито Кандзи начал работать над произведениями Заменгофа, он написал на японском языке биографический роман о жизни автора эсперанто: объём романа составил более 4000 страниц; его первый том вышел в 1967 году и а всё работы была завершена в 1973. Японская ассоциация эсперанто удостоила Кандзи премию «Ossaka» в год окончания произведения, в 1973 году; ещё одну награду автор получил в 1998 году.

### Полное собрание сочинений
Ито Кандзи, взявший псевдоним Ludovikito, «последовательно» не использовал заглавные буквы: поэтому сочинения Заменгоф вышли исключительно «в нижнем регистре». Серия состоит из 16 томов оригинальных сочинений, семи томов переводов и восьми «смешанных» томов. К этим томам вышла и дополнительная серия, которая предусматривала 26 томов (21 том был напечатан).